# Фаленберг, Пётр Иванович
Пётр Иванович Фаленберг (1791, Рига — 13 февраля 1873, Белгород) — декабрист, подполковник квартирмейстерской части. Мемуарист.

## Биография
Родился в Риге 29 мая (9 июня) 1791 года. Происходил из дворян местечка Дубровно Оршанского уезда Могилевской губернии. Исповедовал лютеранство. Отец — саксонский уроженец, вызванный в Россию князем Г. А. Потемкиным для устройства суконных фабрик.
Пётр Фаленберг до 1805 года воспитывался дома, в 1805—1809 годах — в рижской Domschule. С 1809 года обучался в Царскосельском лесном институте, откуда выпущен 2 сентября 1811 года с чином XIII класса колонновожатым в свиту по квартирмейстерской части, с 27 января 1812 года — прапорщик. Участник Отечественной войны 1812 года в составе 3 западной армии в 15 пехотной дивизии и заграничных походов русской армии. С 13 апреля 1817 по октябрь 1820 находился на съемке Бессарабской области, после окончания съемки предназначен для Главной квартиры 2-й армии, назначен старшим адъютантом Главного штаба 2 армии — 12 июня 1821 года, подполковник — 2 апреля 1822 года.
Член Южного общества с 1822 года, принят А. П. Барятинским. Знал цель Южного общества — введение республиканского правления и уничтожение рабства крестьян. Соглашался на цареубийство. В обществе никакой работы не проводил и отношений ни с кем, кроме Барятинского, не поддерживал. Приказ об аресте — 5 января 1826 года, арестован в Тульчине и 15 января отправлен из Тульчина в Петербург. Доставлен на главную гауптвахту 22 января 1826 года; 31 января переведен в Петропавловскую крепость.
Был осужден по IV разряду и по конфирмации 10 июля 1826 года приговорен к каторжным работам на 12 лет, срок сокращен до 8 лет — 22 августа 1826 года. Отправлен из Петропавловской крепости в Сибирь — 24 января 1827 года. Наказание отбывал в Читинском остроге и Петровском заводе.

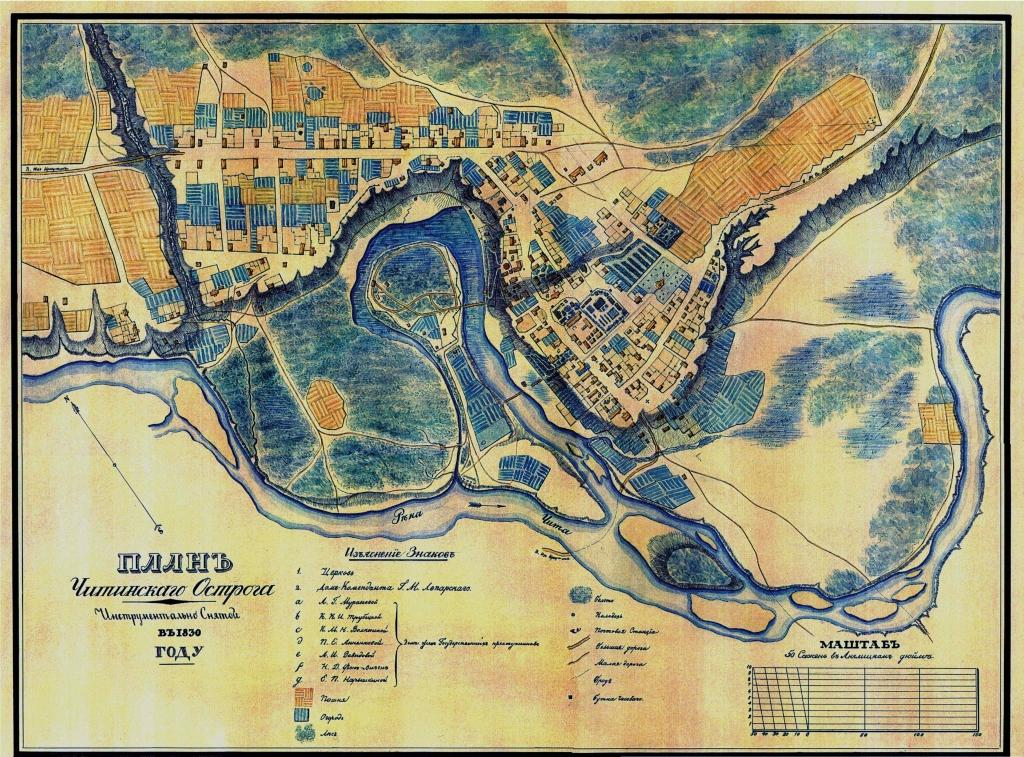
План Читинского острога, вычерченный П. И. Фаленбергом

В 1830 году им была проведена топографическая съёмка окрестностей Читинского острога и вычерчена в масштабе 50 саженей в 1 английском дюйме пространственно-планировочная схема поселения.
После отбытия срока каторги в 1832 году обращен на поселение в Троицкий солеварный завод, а потом в село Шушенское Минусинского округа Енисейской губернии. Первым в Сибири начал выращивать табак. В 1840 году безрезультатно ходатайствовал о принятии на гражданскую службу. По манифесту об амнистии 26 августа 1856 года был восстановлен в прежних правах. Освобожден от надзора 19 декабря 1858 года, разрешено выехать в Ригу 9 февраля 1859 года. Выехал в Ригу, а затем поселился в селе Иванковцы Проскуровского уезда Подольской губернии (управлял имениями Куликовского).
Умер в Белгороде 13 (25) февраля 1873 года; похоронен в Харькове.
Его «Записки декабриста» были опубликованы в журналах «Русский архив» и «Русская старина» и содержали рассказ об аресте и следствии.

## Награды
- Орден Святой Анны 4-й степени;
- Орден Святой Анны 2-й степени;
- Орден Святого Владимира 4-й степени;
- Pour le Mérite

## Семья
Был женат дважды:
- С 1825 года на Евдокии Васильевне Раевской (1803—27.11.1857), дочери майора Василия Андреевича Раевского (1767(8)—01.10.1835) и Олимпиады Владимировны Розен (1789—1861), внучке барона Владимира Ивановича Розена. После его осуждения вторично вышла замуж.
- С 1840 года на дочери казачьего урядника Саянской станицы Анне Фёдоровне Соколовой (?—1890).

А. П. Беляев писал: 
Жена его была преданная и нежная подруга и вполне усладила его изгнанническую жизнь. Она скоро усвоила себе все образованные приемы и могла стать в уровень со своим мужем.
Во втором браке родились: Фёдор и Инна (Минна) (сентябрь 1841—1873).